# 123 Brygada Strzelców (RFSRR)
123 Brygada Strzelców (RFSRR) – brygada piechoty Armii Czerwonej okresu wojny polsko-bolszewickiej.
16 września 1920 żołnierze 123 Brygady Strzelców wzięli udział w zwycięskiej dla Armii Czerwonej bitwie pod Dytiatynem, jednej z czterech bitew, która doczekała się miana: "polskie Termopile".